# Staurothele rupifraga
Staurothele rupifraga är en lavart som först beskrevs av A. Massal., och fick sitt nu gällande namn av Johann Franz Xaver Arnold. Staurothele rupifraga ingår i släktet Staurothele och familjen Verrucariaceae.  Arten är reproducerande i Sverige. Inga underarter finns listade i Catalogue of Life.